# Eenkristaldiffractie
Eenkristaldiffractie is een röntgendiffractietechniek waarbij men een eenkristal van een stof (meestal niet meer dan ca. 0,1 mm groot) met een zeer nauwe röntgenbundel bestraalt. Het kristal “verstrooit” de invallende röntgenstraling in een discreet (maar zeer groot) aantal richtingen die voldoen aan de wet van Bragg. Elk van de afgebogen bundels heeft een intensiteit en een fase maar alleen de intensiteit is te meten: vroeger fotografisch, tegenwoordig bijna altijd elektronisch met een apparaat dat eenkristaldiffractometer (zie ook artikel röntgendiffractie) heet.
Anders dan bij een lichtmicroscoop waar de verstrooide bundels door een lens weer kunnen worden gefocusseerd om het vergrote beeld van het voorwerp onder de microscoop te vormen, kan dit niet bij röntgenstraling. Deze zeer kortgolvige straling wordt door de atomen, en meer in het bijzonder door de elektronen verstrooid en er bestaan geen lenzen om röntgenstraling te focusseren om zo een direct beeld van de atomen te vormen. Om de afgebogen bundels zonder kennis van de fasen ervan toch te kunnen samenstellen moeten er een lens gesimuleerd worden en dat kan door toepassing van een wiskundige bewerking die Fouriersynthese heet (zie ook Fourierreeks en Fourieranalyse) en waarbij de fasen die in deze bewerking nodig zijn via een omweg (zwaaratoommethode; directe methoden) worden bepaald.
Een kristalstructuuranalyse, het eindresultaat van een eenkristaldiffractie-experiment, levert een gedetailleerd beeld op van de driedimensionale bouw van het kristal van een stof op atomair niveau. Het is alsof het kristal zichtbaar is door een extreem vergrotende microscoop waarbij in de Fouriersynthese de atomen zichtbaar worden als een soort bergen van elektronendichtheid. Uit de onderlinge posities van de atomen kan vervolgens de moleculaire geometrie (bindingsafstanden en bindingshoeken) worden berekend. Informatie die van belang is voor de chemische eigenschappen van de bestudeerde stof maar ook voor theoretisch chemici die de elektronische structuur en de reactiviteit van moleculen bestuderen.
Omdat de diffractie van röntgenstraling aan de elektronen plaatsvindt, verstrooien zware atomen (atomen met veel elektronen) beter dan lichtere atomen. Dit betekent dat H-atomen die maar één elektron bezitten in een röntgendiffractiestructuurbepaling niet of bijna niet gezien worden, zeker niet als in de structuur ook nog (veel) zwaardere atomen voorkomen. In die gevallen kan een equivalente techniek gebruik worden; neutronendiffractie. Hierbij wordt in plaats van röntgenstraling, neutronenstraling gebruikt die aan de waterstofatomen (de kernen) juist wel wordt verstrooid waardoor bijvoorbeeld H-bruggen die een belangrijke rol spelen in veel biologisch interessante verbindingen kunnen worden bestudeerd.